# Lew Nikolajewitsch Naumow

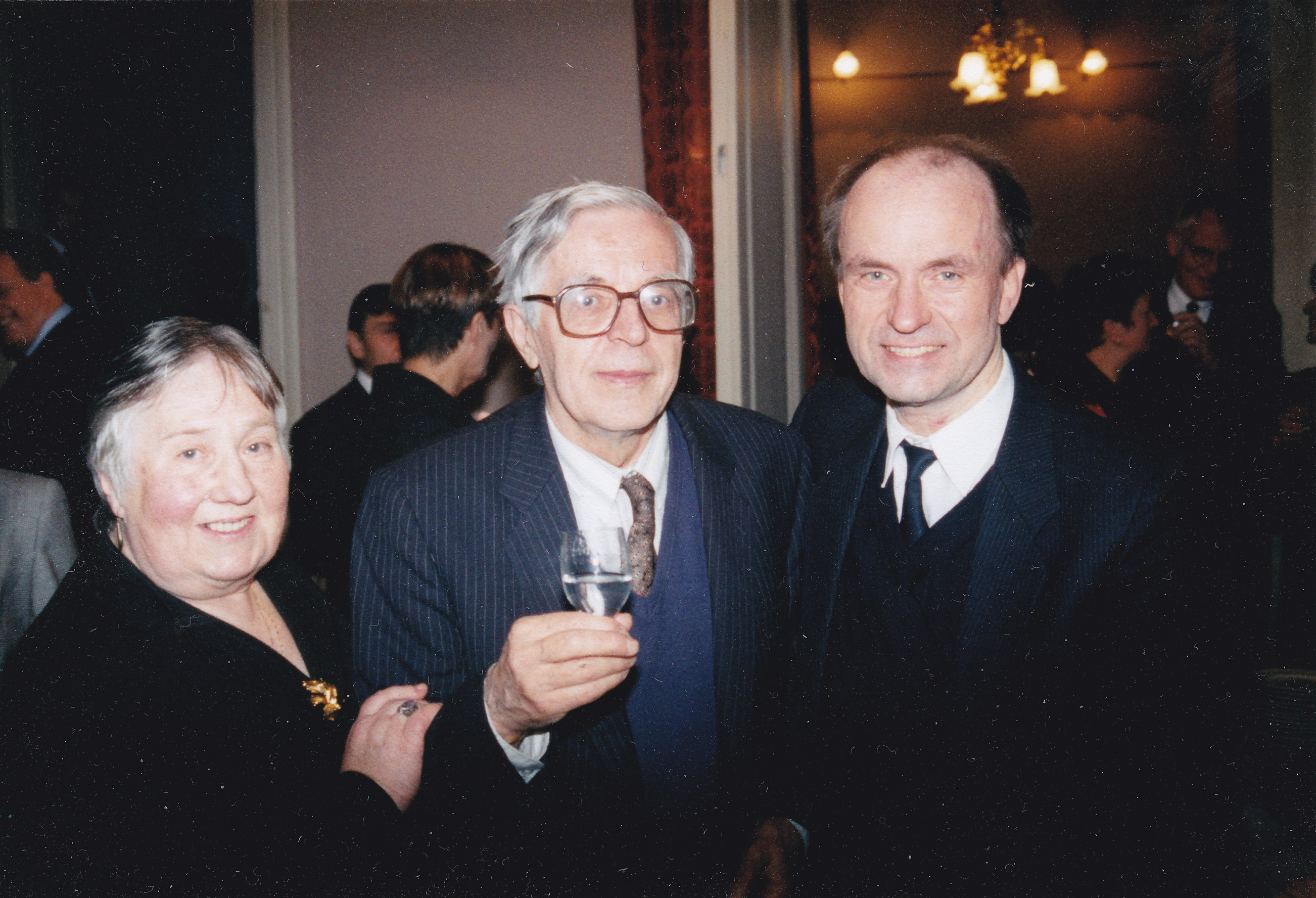
Lew Naumow (Mitte) mit seiner Frau Irina Naumova(Links) und seinem ehemaligen Schüler Andrei Hoteev Moskau 1996

Lew Nikolajewitsch Naumow (russisch Лев Николаевич Наумов, wiss. Transliteration Lev Nikolaevič Naumov; * 12. Februar 1925 in Rostow; † 21. August 2005 in Moskau) war ein russischer Pianist und Komponist.

## Leben
Naumow studierte bis 1950 am Moskauer Konservatorium bei Heinrich Neuhaus Klavier sowie Komposition bei Wissarion Schebalin und Anatoli Alexandrow. Naumow begann sofort, am Konservatorium zu unterrichten, weil er aus künstlerischen und nervlichen Gründen sein ideales Wirken nicht im Konzertsaal sah. Ab 1955 wurde er einer der drei Assistenten von Heinrich Neuhaus (neben Neuhaus’ Sohn Stanislaw und Jewgeni Malinin), 1967 erhielt er eine eigene Klavierklasse. 1976 wurde er Professor, 1980 übernahm er nach Stanislaw Neuhaus’ Tod auch dessen Schüler. Seine Erinnerungen an Neuhaus fasste er im Alter in dem Buch „Unter dem Schild von Neuhaus“ zusammen. Bis zu seinem Tod unterrichtete er 50 Jahre am Moskauer Konservatorium. Naumow brachte zahlreiche bekannte Künstler hervor, 70 davon gewannen erste Preise bei internationalen Wettbewerben. Zu nennen sind zum Beispiel  Sergey Arzibaschev, Ksenia Bashmet, Vladimir Viardo, Irina Vinogradova, Maria Voskresenskaya, Andrei Gavrilov, Dmitri Galynin, Pavel Gintov, Nairi Grigorian, Andrey Diev, Peter Dmitriev, Pavel Dombrovsky, Violetta Egorova, Victor Eresko, Andrej Hoteev, Ilya Itin, Alexander Kobrin, Daniil Kopylov, Alexey Kudryashov, Sviatoslav Lips, Dong-Hyek Lim, Vassily Lobanov, Alexei Lubimov, Anna Malikova, Alexander Melnikov, Alexei Nasedkin, Natalia Naumowa, Kadzuki Nisimon, Dmitry Onishenko, Valery Petach, Boris Petrushansky, Juri Rosum, Konstantin Scherbakov, Ivan Sokolov, Vladimir Soultanov, Alexei Sultanow, Sergey Tarasov, Alexandre Toradse, Alexander Tschaikowski, Alexander Tselyakov, Rem Urasin, Andrei Yeh, Artemis H.R. Yen usw.
Naumows Kompositionen sind wenig bekannt; unter anderem schrieb er eine Symphonie, eine Kantate, ein Streichquartett, eine Klaviersonate und diverse Liederzyklen.